# Joseph Bléziri
Joseph Bléziri   (Departament de Gagnoa, 1 de gener de 1943 - Abidjan, 5 d'agost de 2001) fou un futbolista ivorià de la dècada de 1960.
Fou internacional amb la selecció de futbol de Costa d'Ivori. Pel que fa a clubs, destacà a SC Bastia i US Toulouse.